# Groß Glienicke
Groß Glienicke (letteralmente "Glienicke grande", in contrapposizione alla vicina Klein Glienicke – "Glienicke piccola") è un quartiere della città tedesca di Potsdam.

Palace Groß-Glienicke, around 1860, Edition by Alexander Duncker

## Storia
Groß Glienicke fu nominata per la prima volta nel 1267.

Costituì un comune autonomo fino al 26 ottobre 2003.

## Monumenti e luoghi d’interesse
Chiesa (Dorfkirche)Costruita nel XIII secolo, fu rinnovata nel 1680.